# Правни факултет Мегатренд универзитета
Правни факултет Универзитета Мегатренд у Београду је високошколска установа са својством правног лица у саставу Универзитета Мегатренд (групација друштвено-хуманистичких наука) са правима, обавезама и одговорностима утврђеним Законом о високом образовању, Статутом Универзитета и Статутом Факултета. Факултет послује под називом Правни факултет. Скраћен назив: ПФ. Назив Факултета на енглеском језику је: Faculty of Law. Седиште Факултета је на Новом Београду. Правни факултет има Дозволу за рад Министарства просвете Републике Србије број: 612-00-00823/2016-06, од 04.07.2016. год. Статутом Универзитета, а у складу са Законом о високом образовању („Службени гласник РС“ број: 76/05, 100/07, 97/08, 44/10, 93/12, 89/13 и 99/14), уређена је организација, начин рада, управљање и руковођење Факултетом, као и органи Факултета.

## Органи факултета
Органи Факултета су:
- Декан – орган пословођења,
- Наставно-научно веће,
- Студентски парламент.

Декан
Декан је орган пословођења факултета. Мандат декана траје три године, уз могућност поновног избора. Тренутни декан Правног факултета је доц. др Андрија Блануша.
Факултет има на располагању библиотеку површине 18м2, као и читаоницу површине 52м2 са 30 места. Библиотека се налази у згради Факултета, чији фонд научне литературе омогућава квалитетно обављање наставе и реализацију научних истраживања. Поред ове библиотеке, студенти могу да користе и другу библиотеку која се налази у зграду.
У оквиру Центра за истраживање права, јавна управе безбедност постоји интерна библиотека научних извора литературе у којој има преко 500 извора научне грађе међународно признатих аутора на свим светским језицима. Поред тога Центар за проучавање права, јавне управе и безбедности превео је 7 књига из области јавне управе и управљања од најпознатијих светских аутора из ове области друштвеног живота. Све библиотеке су опремљена на најсавременији начин и поседују сву алтернативну литературу из области правних, економских и безбедносних наука, као и из области наука о јавној управи. Факултет је претплаћен на светску базу научних података EBSCO као и на више значајних часописа из области права, јавне управе, менаџмента/бизниса и безбедности. 
Поред тога, Факултет има потписане споразуме са државним институтима из области права, јавне управе и безбедности (Институт за упоредно право, Институт за међународну политику и привреду, Институт за стратегијска истраживања ...) у оквиру којих обезбеђује размену часописа и актуелне научне и стручне литературе.
У оквиру расположивих капацитета, технички системи се користе у образовним активностима Факултета: презентације, одржавање образовних курсева различитих нивоа из области права, јавне управе, безбедности, информатике и информационих система.